# Pont de la Concorde (Montréal)
El puente de Concorde  es un puente construido para vehículos y ciclistas en Montreal (Ville-Marie) que conecta la isla de Montreal con la isla de Santa-Hélèna sobre el río San Lorenzo. Fue construido para proporcionar acceso desde el centro hasta la Exposición Universal de 1967.
De 1967 a 1972 se construyó el puente para la Expo de Montreal.

## Descripción

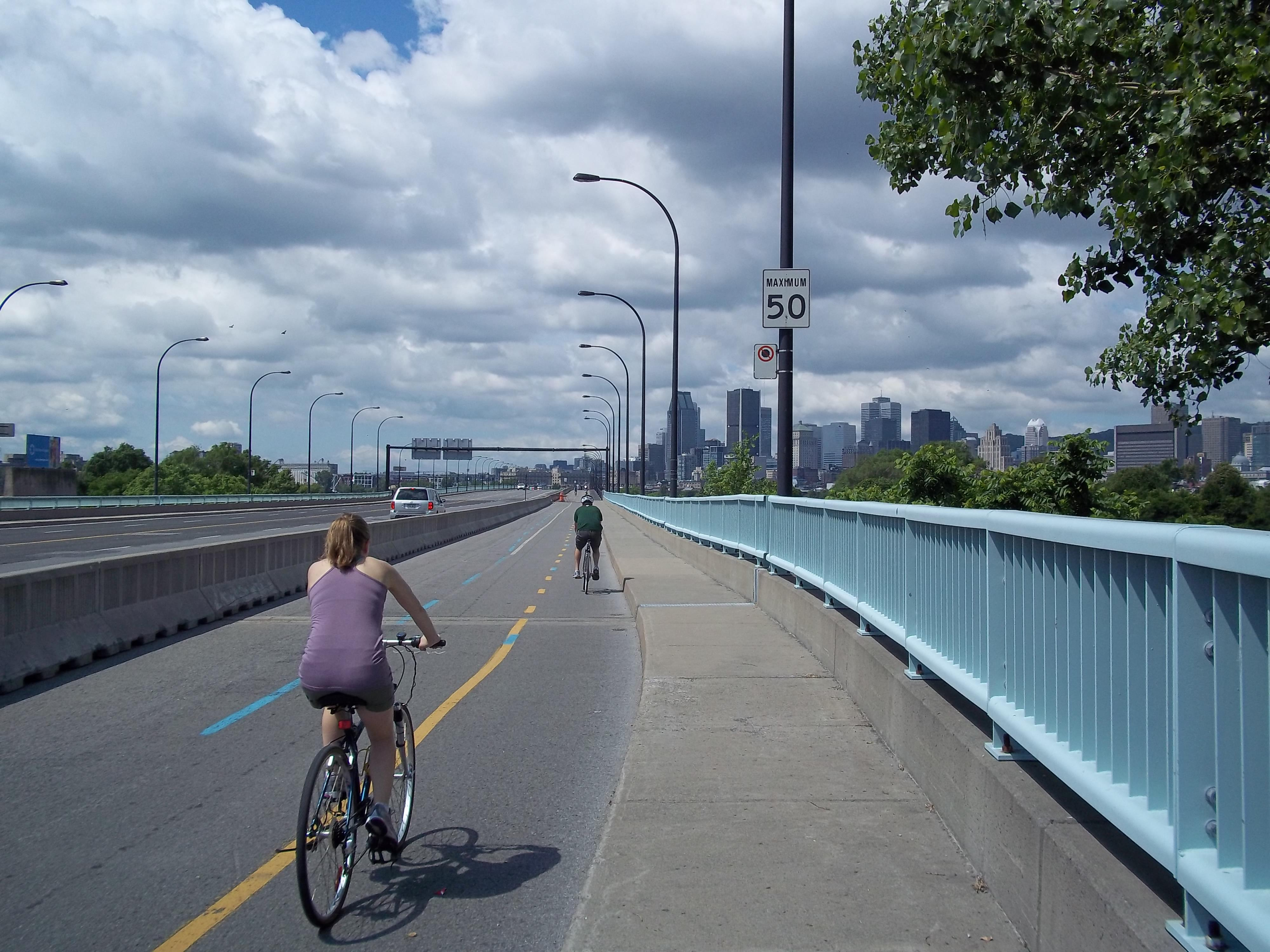
Bicicletas sobre el puente de la Concorde

El puente es construido por Pierre-Dupuy Avenue. Tiene cuatro carriles, dos en cada dirección, que están separados por una sola línea central. Parte del puente, del lado norte está bordeado por un muro de hormigón y sirve como un carril bici. Una acera hay también en este lado.
La avenida Pierre-Dupuy, que lleva al puente, es accesible desde la autopista Bonaventure (Salida 2). El puente termina en el lado este, a un cruce con una rampa que da acceso a la Ile Sainte-Hélène y Jean Drapeau Park. Se extiende en otra estructura llamada Islas puente, que logra Ile Notre Dame

## Toponimia
La designación del puente recuerda a la Plaza de la Concordia en París. También recordó el lema de Montreal, Concordia Salus, que significa "prosperidad a través de la armonía". Los temas de la armonía y la amistad también se encontraban en el corazón de la Exposición Universal de 1967.
- Datos: Q2103660
- Multimedia: Pont de la Concorde (Montreal) / Q2103660